# Стожер (1937)
Вижте пояснителната страница за други значения на Стожер.
„Стожер“ с подзаглавие Излиза всеки празник след обед е български вестник, излизал в 1937 година в София.
Близък е до кръга на бившата Вътрешна македонска революционна организация (михайловисти). Наследник е на вестник „Обзор“. Сред сътрудниците му са Никола Коларов и Христо Огнянов. Печата се в печатница „Напред“ и „Стопанско развитие“.
| Годишнина | Броеве | Дата                         |
| --------- | ------ | ---------------------------- |
| I         | 1 – 23 | 31 януари 1937 – 19 юни 1937 |